# Grandaddy
Grandaddy – grupa założona w 1995 roku w Kalifornii przez pięciu mieszkańców Modesto grająca muzykę indie rock, określaną często jako Space rock. Skład początkowy: Jason Lytle, Kevin the Woof i Aaron Burtch. Po pewnym czasie do zespołu dołączyli Jimmy Fairchild i Tim Dryden. Swoją muzykę inspirowali takimi wykonawcami jak Pink Floyd, Alan Parsons czy The Beatles. Tworzą utwory łagodne, nie unikają jednak elektroniki. W tle specyficznie zgranych gitar często słychać odgłosy natury.

## Dyskografia
- Just Like The Fambly Cat – 2006
- Excerpts from the Diary of Todd Zilla – 2005
- Sumday – 2003
- Concrete Dunes – 2002
- The Broken Down Comforter Collection – 1999
- The Sophtware Slump – 2000
- Under the Western Freeway – 1997